# Little Vermilion River (Wabash River)
Der Little Vermilion River ist ein rechter Nebenfluss des Wabash River in den US-Bundesstaaten Illinois und Indiana. Der Fluss ist 96 km lang und entwässert ein Areal von etwa 630 km² (davon 520 km² in Illinois).
Der Little Vermilion River entspringt im Champaign County im Osten von Illinois. Er fließt in überwiegend östlicher Richtung durch den südlichen Teil des Vermilion County. Südlich von Georgetown wird der Fluss seit 1948 zum 26 ha großen Georgetown Lake aufgestaut. Dieser diente früher der Trinkwasserversorgung von Georgetown. Der Little Vermilion River überquert die Grenze nach Indiana und mündet nahe Newport im Vermillion County in den Wabash River. Der Vermilion River, ebenfalls ein Zufluss des Wabash River, verläuft weiter nördlich.

## Historische Brücken
Bei Newport wird der Fluss von der Newport Covered Bridge (Burr-Truss-Bauweise, 1885 errichtet, 1983 erneuert) überspannt.